# Brynjólfur Sveinsson
Brynjólfur Sveinsson (ur. 14 września 1605 w Önundarfjörður, zm. 5 sierpnia 1675) – luterański biskup Skálholt na Islandii, bibliofil.

## Życiorys
Brynjólfur Sveinsson urodził się w 1605 roku w Önundarfjörður. Początkowo uczył się w szkole w Skálholt, a potem w latach 1624–1629 na Uniwersytecie Kopenhaskim. W latach 1632–1638 pracował w gimnazjum w Roskilde, a potem został przez króla mianowany biskupem Skálholt i pełnił tę funkcję od 1639 do 1674 roku. Jedną ze swoich pierwszych decyzji nakazał odbywać synod diecezji co roku, razem z sesją Althingu. Znany jako bibliofil i kolekcjoner starych manuskryptów.
Zmarł w 1675 roku.
Jego wizerunek znajduje się na banknocie 1000 krónur. Na awersie znajduje się jego portret z książką w ręku, a na rewersie Kościół Brynjólfskirkja w Skálholt.